# Konica

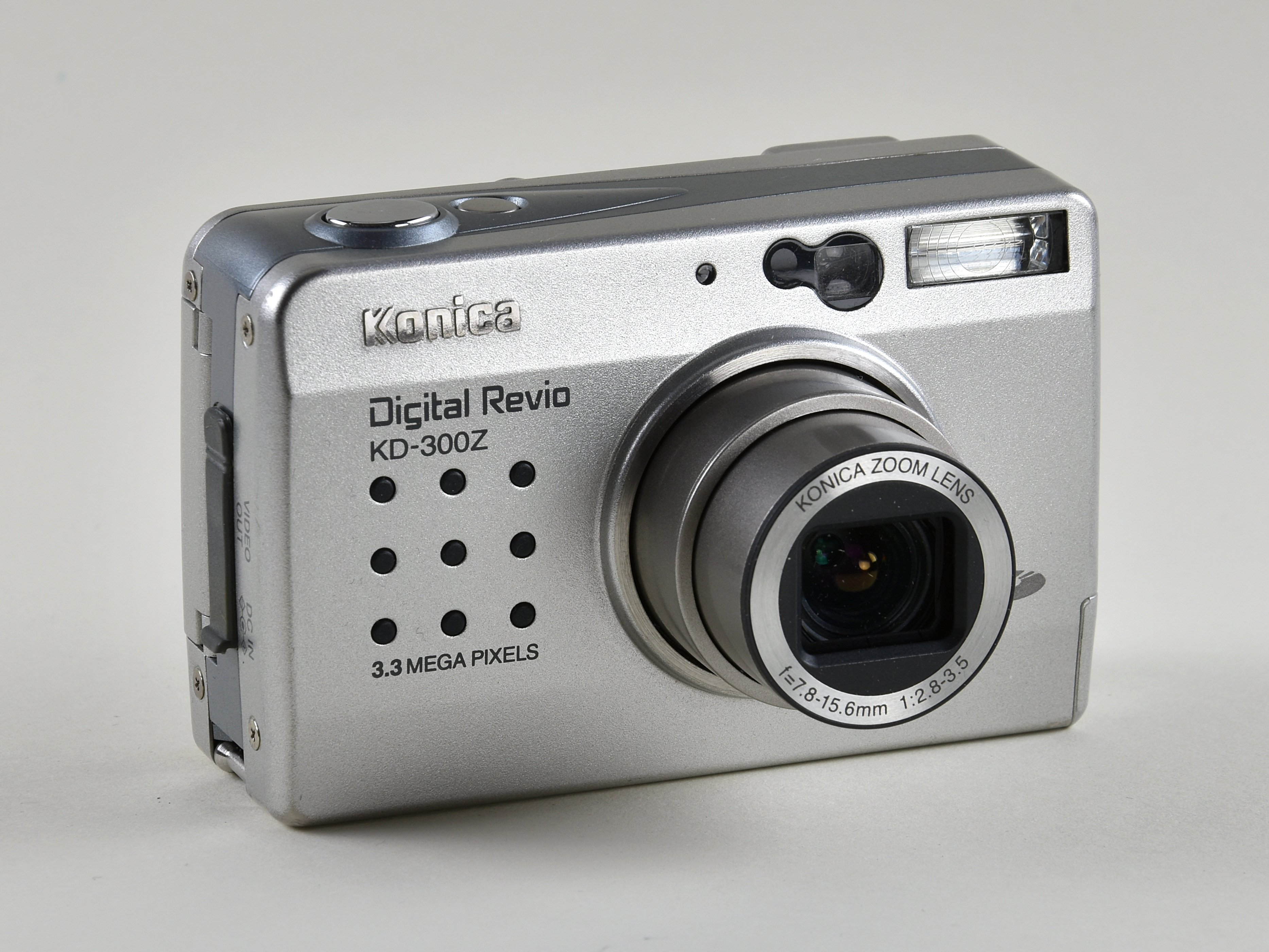
Konica Digital Revio KD-300Z, 2001, Zweifach-Zoomobjektiv, Metallgehäuse

Die Konica Corporation war ein traditionsreiches japanisches Unternehmen aus der Fotowirtschaft, das 1873 in Tokio gegründet wurde. Es war im Nikkei 225 gelistet.
Im Jahr 2003 entstand aus Konica und Minolta Co., Ltd. das neue Unternehmen Konica Minolta Holdings, Inc. Die Fusion wurde im Januar 2004 abgeschlossen.
Das deutsche Zentrum für Fotoprodukte von Konica befand sich in Hohenbrunn bei München; zu den Produkten der Fotosparte zählten Farbfilme, Kameras, Minilabs, medizinische Bildsysteme und digitale Editier- und Speichertechnologien.

## Geschichte
Im Jahre 1873 begann Rokusaburo Sugiura in Kojimachi, Tokio, bei Konishiya Rokubeiten mit dem Handel fotografischer und lithografischer Produkte. Das Geschäft wurde 1879 in Konishi Honten umbenannt. 1882 stellte „Konishi Honten“ Japans ersten Kinofilm her. 1923 wurde die „Konishi-Fotoschule“ gegründet, aus der später die „Tokyo University of Industrial Arts“ hervorging.

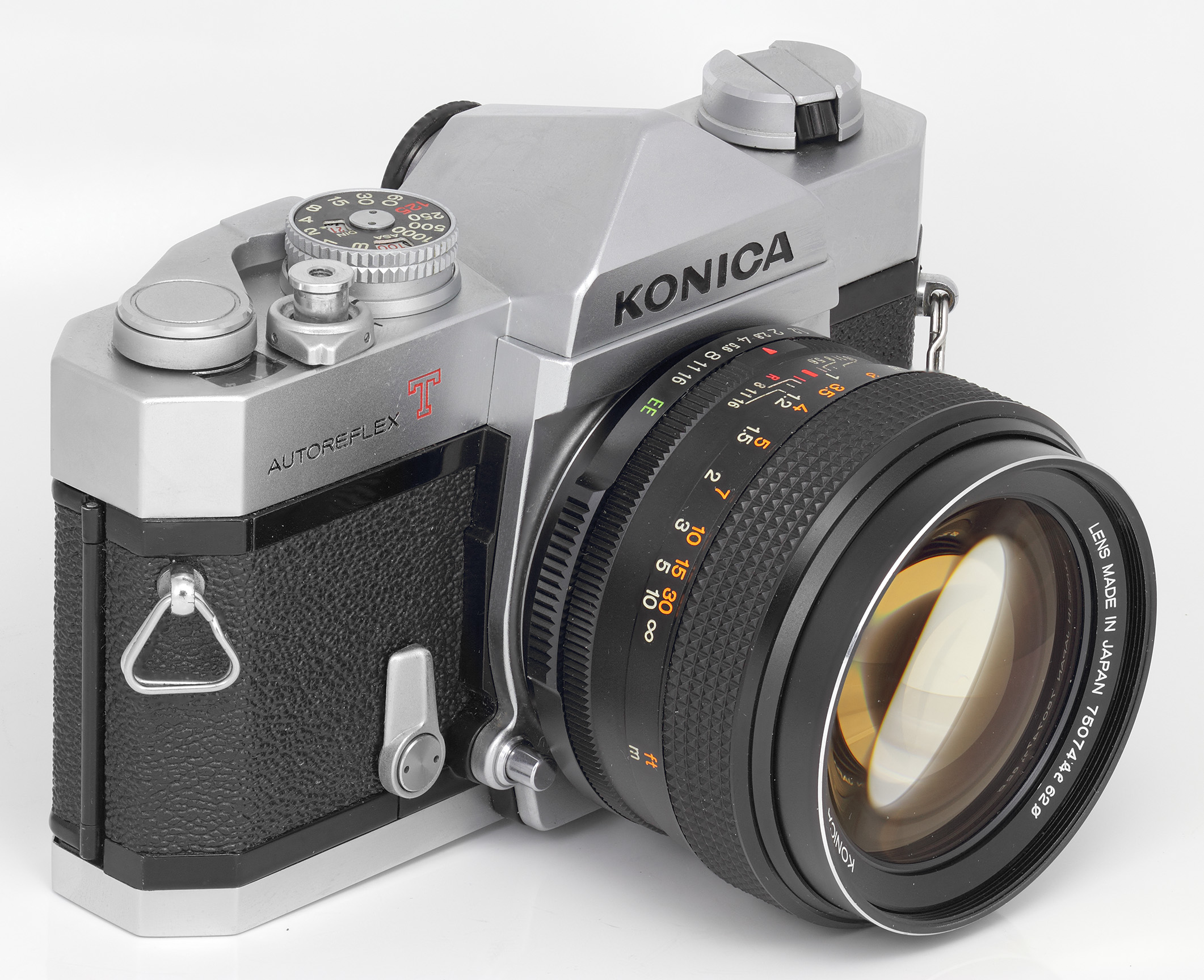
Konica Autoreflex T, etwa 1970, mit Hexanon 57mm F1.2

1936 wurde das Unternehmen „Konishiroku Honten“ eine Aktiengesellschaft, die 1943 in „Konishiroku Photo Industry Co., Ltd.“ umbenannt wurde. 1956 wurde das Unternehmen „Koniphoto Corporation“ in Philadelphia, PA, USA und sechs Jahre später das Unternehmen „Konica Europe Zentrums“ in Hamburg gegründet. Der Vertrieb und Service für den Fotobereich in Deutschland lag in den 1970er Jahren und bis in die 80er Jahre bei Carl Braun in Nürnberg.
1973 wurde „Konishiroku Photo Industry“ 100 Jahre alt und feierte sein Bestehen, es wurde ein neues Firmensymbol und Logo eingeführt. 1987 wurde die Firma in „Konica Corporation“ umbenannt und damit alle Produktbezeichnungen unter dem Markennamen „Konica“ vereint; Konica hatte in dem Jahr etwa 4.935 Mitarbeiter. 1998 wurde die „Konica Color Imaging Corporation“ gegründet. 1999 beschäftigte Konica über 18.950 Mitarbeiter. 2002 trug der Bereich Foto 35,5 Prozent, der Bereich Büro 34,5 Prozent zum Umsatz bei. 2003 fusionierte „Konica“ mit Minolta zu Konica Minolta.

### Produktgeschichte

#### Bereich Foto
Konica begann 1882 mit der Herstellung von Kameras. Im Jahr 1902 wurde die erste in Japan hergestellte Markenkamera, die sich an Endnutzer richtete, die Cherry Hand Camera, vorgestellt. 1903 wurde Japans erstes Fotopapier von Konica hergestellt.

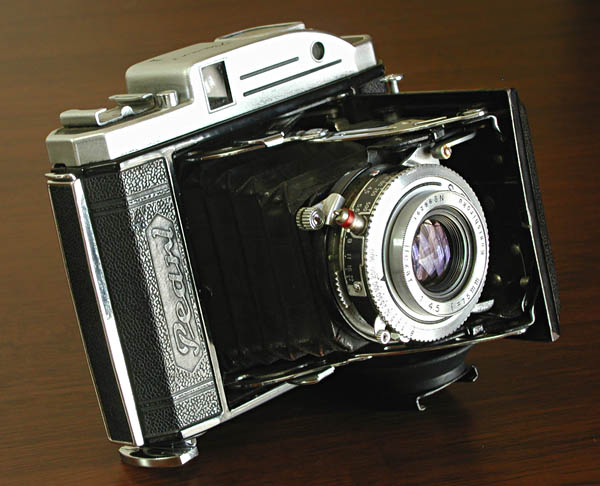
Konica Pearl II, Mittelformatfaltkamera 1950er Jahre

1929 führte die Firma den ersten Schwarz-weiß-Film in Japan ein. 1930 wurde die kompakte Halbformat-Klappkamera Baby-Pearl vorgestellt. Inspiriert von der Leica entwickelte Konishiroku 1937 eine erste Sucherkamera, die dann nach dem Krieg als 35 mm-Kamera mit der Bezeichnung Rubicon verkauft wurde.

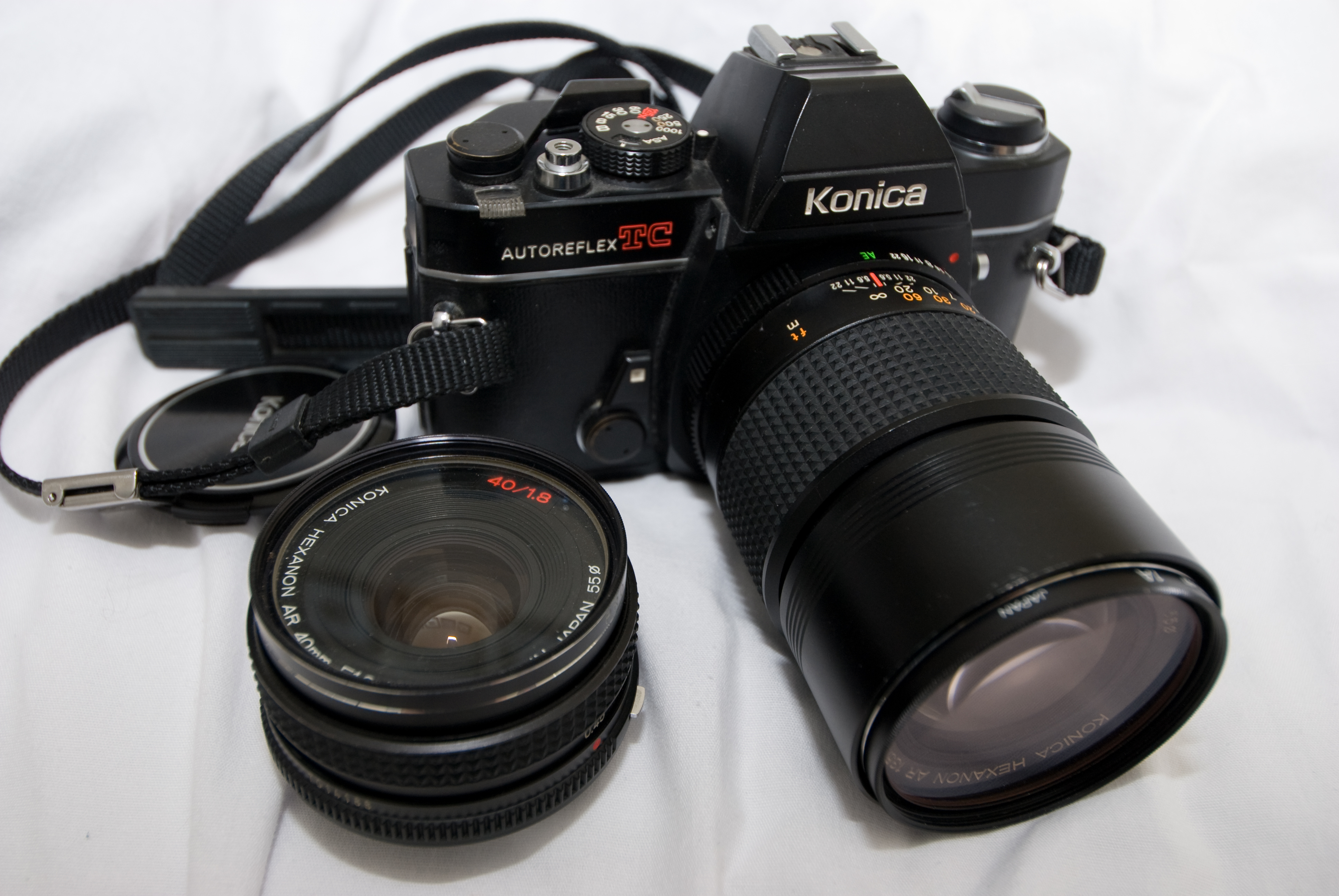
Konica Autoreflex TC (1976–1982) mit Hexanon-Objektiven, links das Pancake 1,8

Der erste Farbfilm in Japan wurde 1941 unter dem Namen Sakura Natural Color eingeführt; Sakura ist das japanische Wort für Kirschblüte. 1948 stellte Konica seine erste 35-mm-Markenkamera Konica I vor.
1960 baute Konica seine erste Spiegelreflexkamera F: sie hatte einen Metallschlitzverschluss mit einer kürzesten Belichtungszeit von 1/2000 Sekunde und einer Blitzsynchronisationszeit von 1/125 Sekunde.
1963 kam die erste Kleinbildkamera der Welt mit Belichtungsautomatik und CdS-Belichtungsmessung (Konica Auto S) auf den Markt, von der es später auch eine Variante mit besonders lichtstarkem, siebenlinsigem 1:1,6-Objektiv gab (Auto S1.6).
Es folgten 1965 die erste Spiegelreflexkamera mit automatischem Belichtungssystem (Konica Auto-Reflex) und 1968 die erste Kamera der Welt mit TTL-Belichtungsautomatik (Konica Autoreflex 35 mm FTA in Japan, sonst Autoreflex T).  Zum 100-jährigen Bestehen von Konica erschien 1976 eine auf 1.500 Stück limitierte Sonderausgabe der Autoreflex T3. Die Autoreflex-Serie wurde bis zum Modell T4 mit Winderanschluss 1978 weiterentwickelt. Die ihr ähnliche, einfachere TC blieb bis 1982 im Programm.

##### Mittelformat Pearl, Koni-Omega, Konica Press (1949–1975)
Nachdem Konica mit der Pearl seit 1949 einige Jahre selbst Mittelformatkameras gebaut hatte, begann Konica 1964 mit der Herstellung von Mittelformatkameras des US-amerikanischen Herstellers Omega; sie wurden mit Konicas Hexanon-Objektiven ausgestattet. 1967 und 1968 hatte Konica die Koni-Omega Rapid M im Programm. Von 1965 wurde die Koni-Omega "Rapid" in Japan als Konica Press beziehungsweise ab 1970 die "Rapid M" als Konica Press 2 angeboten. Ab 1975 wurden die Omega-Mittelformatkameras von Mamiya hergestellt.
1975 bot Konica mit der Pocket 400 auch eine Pocketkamera mit Hexar-Objektiv (Brennweite 28 mm) und Belichtungsautomatik an.
Die erste Kompaktkamera mit integriertem Blitzgerät und Belichtungsautomatik, Konica C35EF, wurde 1975 auf den Markt gebracht. Deren Nachfolgerin mit passivem Autofokus (Konica C35AF) kam 1977 auf den Markt, 1978 die erste Kleinbild-Kompaktkamera der Welt mit automatischer Dateneinbelichtung (Konica C35EFD).
1979 kam mit der Konica FS-1 die erste Kleinbild-Spiegelreflexkamera der Welt mit eingebautem kernlosen Mikromotor für den Filmtransport auf den Markt. Die Konica-Wechselobjektive, insbesondere vom Typ Hexanon, haben einen guten Ruf; ganz besonders gilt das für das mit der FS-1 vorgestellte 1,8-Objektiv Pancake-Objektiv. 1983 wurde die verbesserte Nachfolgerkamera FT-1 vorgestellt, die vier Jahre gebaut wurde.

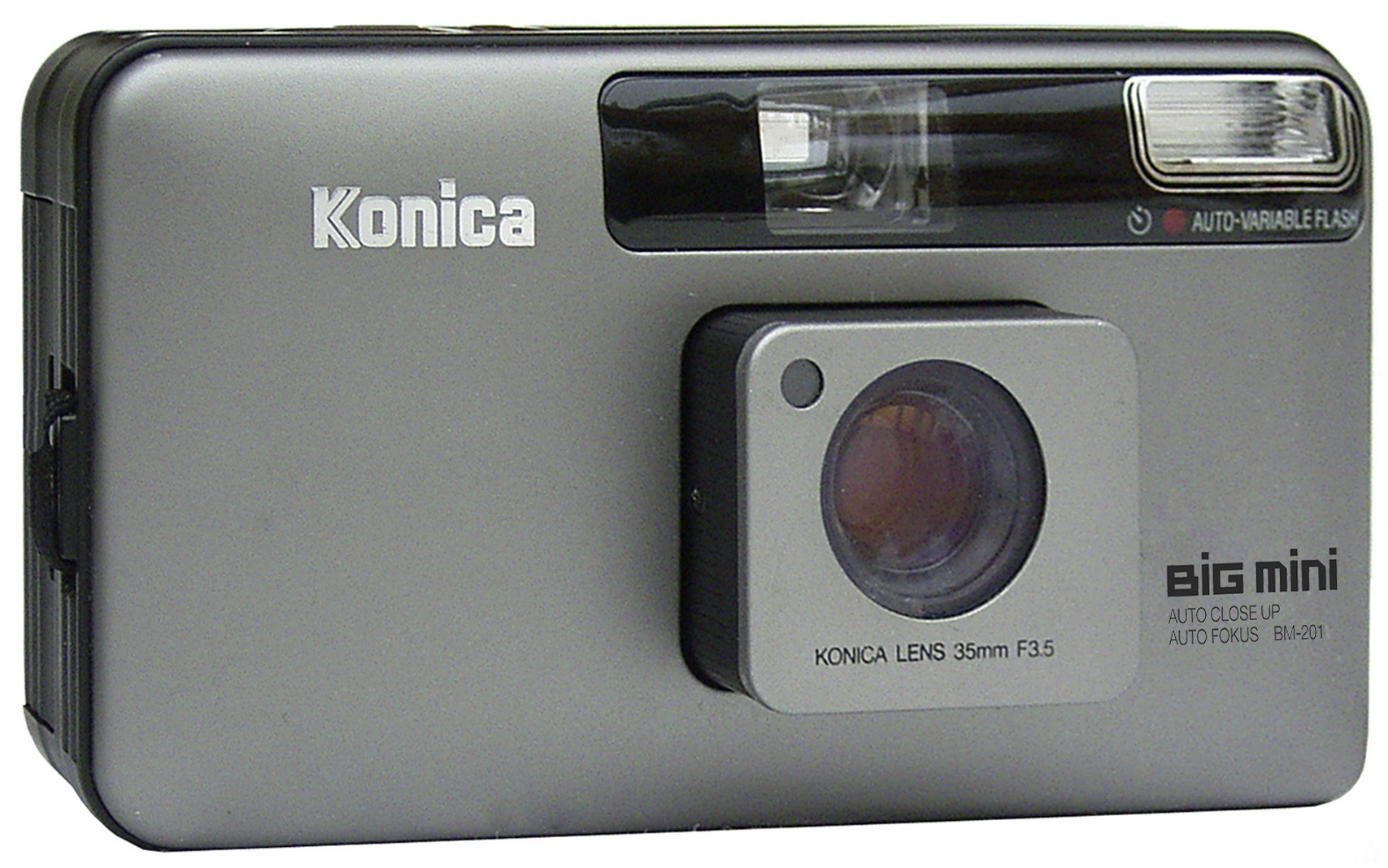
Konica Big Mini

1985 wurde mit der Konica TC-X schließlich die erste Kleinbildkamera präsentiert, die den neu eingeführten DX-Code zu automatischen Filmempfindlichkeitseinstellung auslesen konnte. Die Rückwand der TC-X hat ein Sichtfenster für die Filmpatrone. Die TC-X war die letzte Spiegelreflexkamera, die ein Konica-Logo trug und wurde bereits als Auftragsarbeit bei Cosina gefertigt. Wie die erste Spiegelreflexkamera von Konica hatte sie einen Metallschlitzverschluss. Aufgrund nachlassender Verkaufszahlen ab 1980 beendete Konica im Jahr 1987 die Herstellung von Spiegelreflexkameras.

##### Nach dem Rückzug aus dem Spiegelreflexmarkt (ab 1988)

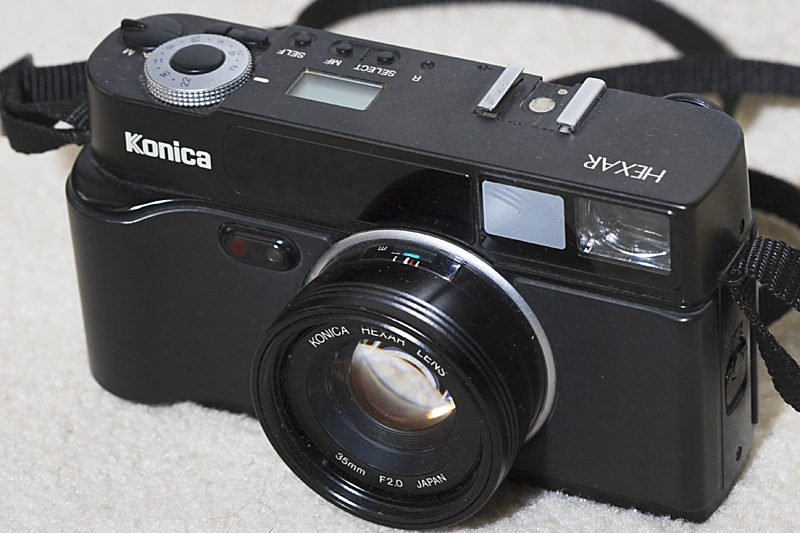
Konica Hexar: Hochwertige analoge Sucherkamera mit 2,0/35 mm (1992)

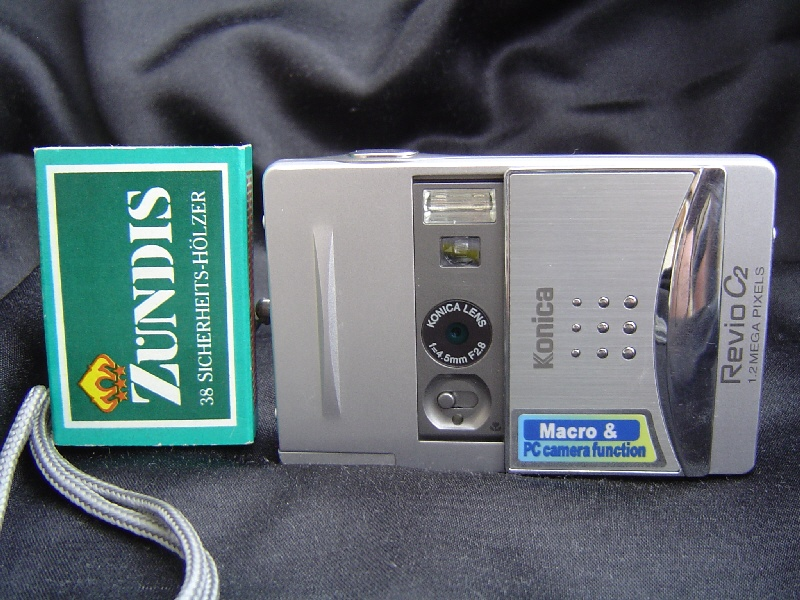
Konica Revio C2: Digitale Miniaturkamera mit 1,2 Megapixel Auflösung (2002)

Ebenfalls 1987 kam die erste Einwegkamera von Konica heraus; dieser Typ wurde auch 2002 noch hergestellt. Auf der Photokina 1988 präsentierte Konica eine Sucherkamera mit gummiertem Gehäuse für raue Einsätze, die auch unter dem Namen Gemba Kandoku verkauft und bis 2001 hergestellt wurde.  1989 wurde die kleinste vollautomatische Kompaktkamera der Welt (Konica Big Mini) von Konica vorgestellt.
1992 erschien die hochwertige Sucherkamera Hexar mit sehr gutem und lichtstarkem Objektiv 2,0/35 mm, welche die leiseste Sucherkamera der Welt auf dem Markt war. Zum 120ten Firmenjubiläum wurden 500 vergoldete Exemplare aufgelegt. Etwa 1993 erschien die erste Big mini mit einem Zoomobjektiv (35–70 mm, BM-510Z). 1995 wurde in Zusammenarbeit von Konica und Sony Corporation das Konica Picture MD System entwickelt. 1996 wurden die APS-Kamera Konica Super Big Mini BM-S 100 vorgestellt.  In den 1990er Jahren brachte Konica auch die ersten Z-up Zoom-Kleinbildkameras auf den Markt. 1999 wurde weltweit die Filmreihe Konica Color Centuria eingeführt, wobei Konica Wert auf eine gute Wiedererkennbarkeit der Verpackung legte.
2000 wurde die hochwertige Kleinbildsuchersystemkamera Konica Hexar RF, welche auch mit Leica-M-Objektiven kompatibel ist, mit drei Hexanon-Wechselobjektiven (28/2.8, 50/2, and 90/2.8) vorgestellt: sie hat ein Titan-Gehäuseober- und Unterteil, einen Mischbildentfernungsmesser, motorischen Filmtransport mit 2,5 Bildern pro Sekunde und einen Metallschlitzverschluss bis 1/4000 Sekunde mit Blitzsynchronisation von 1/125 Sekunde sowie DX-Filmerkennung. Weiter hatte sie anders als die bis 2002 angebotene Leica M6 TTL eine Zeitautomatik, und wie letztere die TTL-Offenblendmessung. 2001 wurde eine Limited Edition von 2001 Exemplaren mit 1,2 / 50-mm-Hexar-Objektiv und titanfarbigem Oberteil angeboten. Sonst wurde sie bis 2003 mit schwarzem Oberteil verkauft.
2003 wurden außerdem analoge Zoom-Modelle mit Autofokus angeboten wie die Z-up 80e und Z-up 150e.

##### Digitalfotografie
Nachdem 1995 mit der Sony Corporation das Konica Picture MD System entwickelt worden war, präsentierte Konica 1997 ihre Digitalkamera Konica Q-M 100 der Öffentlichkeit. 1998, zehn Jahre nach der analogen Gemba Kandoku, stellte Konica eine Digitalkamera für rauen Einsatz, die DG-1, vor. Weiter wurde 1998 ein Laufwerk für optomagnetische 3,5"-Disks (OMD-9060) mit einer Speicherkapazität von 640 MB auf dem Markt vorgestellt.
2001 wurden die Digitalkameras Konica Digital Revio KD-200Z und KD-300Z sowie die DG-2 auf den Markt gebracht, im Jahr 2002 die Konica Digital Revio KD-500Z mit Metallgehäuse und optischem Dreifach-Zoom, 2003 die Revio KD-410/420Z sowie die Revio KD-510Z
Die DG-Modelle bekamen gute Kritiken, wurden aber nur in Japan verkauft.

#### Bereich Fax/Kopierer
1971 stellte Konishiroku den ersten japanischen Trockenkopierer U-Bix 480 her.
Im Jahr 1986 brachte Konica den fotografischen Vollfarbkopierer Konica Color 7 auf den Markt.
1991 präsentierte Konica das erste Dreifarb-Kopier/Telefaxgerät der Welt, das Konica KF8028. 1996 wurde der Filmscanner Konica Qscan vorgestellt.